# Bryodelphax amphoterus
Bryodelphax amphoterus är en djurart som tillhör fylumet trögkrypare, och som först beskrevs av Durante Pasa och Walter Maucci 1975.  Bryodelphax amphoterus ingår i släktet Bryodelphax och familjen Echiniscidae. Inga underarter finns listade i Catalogue of Life.